# Gaworzyna
Gaworzyna – wieś w Polsce położona w województwie mazowieckim, w powiecie radomskim, w gminie Iłża. Obok miejscowości przepływa Modrzewianka, dopływ Iłżanki.
| SIMC    | Nazwa | Rodzaj     |
| ------- | ----- | ---------- |
| 1055374 | Tyce  | przysiółek |

Prywatna wieś szlachecka Goworzyna, położona była w drugiej połowie XVI wieku w powiecie radomskim województwa sandomierskiego. W latach 1975–1998 miejscowość administracyjnie należała do województwa radomskiego.
Wierni kościoła rzymskokatolickiego należą do parafii św. Józefa Oblubieńca Najświętszej Maryi Panny w Krzyżanowicach.